# 范哲爾
范哲爾（Fengel），是英國作家J·R·R·托爾金的史詩式奇幻作品《魔戒三部曲》中的虛構人物。
他是洛汗（Rohan）第十五任國王。

## 名字
范哲爾（Fengel）一名取自古英語，意思是「領主、王子」Lord, prince，與「贓物、掠奪」Booty, capture有關，可能是對他貪婪個性的影射。

## 總覽
范哲爾屬於北方人分支中的洛汗人（Rohirrim），是國王佛卡溫（Folcwine）的三子及繼承人。他有兩位兄長，佛克瑞（Folcred）和法絲崔（Fastred），以及一位名字不詳的姊姊。他有兩女一子，女兒們均名字不詳，而兒子則是塞哲爾（Thengel）。
他是洛汗第十五位國王，也是王室第二支系的第六位國王。范哲爾本來不會繼位，但他的雙胞胎兄長均於2885年為剛鐸（Gondor）抵禦外敵入侵時戰死，讓他可以繼位。他是一位昏君，貪戀食物和財寶，而且一直與他的兒子塞哲爾和其他將領及大臣都處於不和。在范哲爾任內，洛汗繼續處於和平時期，但到他死的同一年，薩魯曼（Saruman）開始將艾辛格（Isengard）據為己有，建立防禦工事。
他生於第三紀元2870年，死於2953年，享年83歲。

## 生平
范哲爾在第三紀元2870年出生，應該是首都伊多拉斯（Edoras）出生。2903年，他的父親去世，由范哲爾繼位。
2953年，范哲爾去世，結束了50年的統治，由他的兒子塞哲爾繼位。

## 資料來源
1. 1 2 3 4 5 6 7 8 9  《魔戒三部曲》 2001年 聯經初版翻譯 附錄一帝王本紀及年表
2. ↑  .   [2011-11-30]. （原始内容存档于2012-01-07）.
3. 1 2  《魔戒三部曲》 2001年 聯經初版翻譯 附錄二編年史

| 前任： 佛卡溫 | 洛汗國王 | 繼任： 塞哲爾 |